# Soyans
Soyans település Franciaországban, Drôme megyében. Lakosainak száma 402 fő (2022. január 1.). Soyans Aouste-sur-Sye, La Répara-Auriples, Divajeu, Félines-sur-Rimandoule, Francillon-sur-Roubion, Pont-de-Barret, Puy-Saint-Martin és Saou községekkel határos.

## Népesség
A település népessége az elmúlt években az alábbi módon változott:
| Lakosok száma | 254  | 244  | 253  | 328  | 365  | 375  | 388  | 392  | 395  | 402  |
|               | 1968 | 1982 | 1990 | 2006 | 2013 | 2015 | 2017 | 2019 | 2020 | 2022 |